# Photoscotosia lucicolens
Photoscotosia lucicolens är en fjärilsart som beskrevs av Butler. Photoscotosia lucicolens ingår i släktet Photoscotosia och familjen mätare. Inga underarter finns listade i Catalogue of Life.